# Simulium quebecense
Simulium quebecense es una especie de insecto del género Simulium, familia Simuliidae, orden Diptera.
Fue descrita científicamente por Twinn, 1936.